# Sanna Marin
Sanna Mirella Marin (født 16. november 1985) er en finsk politiker fra SDP. Efter statsminister Antti Rinnes tilbagetræden 3. december, blev hun 10. december 2019 af Finlands rigsdag valgt som Finlands statsminister.

## Karriere
Marin har været medlem af Finlands rigsdag siden 2015, og var transport- og kommunikationsminister fra 6. juni 2019 til hun tiltrådte som regeringschef. Marin var ved tiltrædelsen verdens yngste siddende regeringschef.
Marins regering i 2019 er baseret på en koalition mellem socialdemokraterne med syv ministre, Centerpartiet fem, Grønt forbund tre, Venstreforbundet to og Svenska Folkpartiet to ministre. Regeringen består af tolv kvinder og syv mænd.
Marin tog en mastergrad i offentlig forvaltning ved Tammerfors universitet i 2017. Marin var ordfører i Tampere byråd 2013–2017 og derefter medlem samme sted 2017–2021. Hun var desuden medlem af regionalrådet i Birkaland. Hun var anden næstformand i Finlands Socialdemokratiske Parti 2014–2017 og blev valgt som første næstformand 2017–2020.
Den 23. august 2020 blev Marin valgt som formand for Finlands Socialdemokratiske Parti, hvor hun efterfulgte Antti Rinne på posten.

## Familie
Marin blev født i Helsinki og opdraget i en regnbuefamilie af sin mor og hendes kvindelige partner. Hun levede i Espoo og Pirkkala, før hun flyttede til Tampere for at studere.
Hun samlever med sin mand Markus Räikkönen, sammen har de en datter Emma født i 2018.

## Priser
Den 23. november 2020 blev Marin valgt til BBCs liste over de 100 mest inspirerende og indflydelsesrige kvinder i verden. Den 9. december 2020 blev hun nr. 85 på Forbes' liste over verdens 100 mest magtfulde kvinder sammen med statsministrene i Norge og Danmark.
I 2020 blev hun også valgt Young Global Leader af World Economic Forum. Den 17. februar 2021 var Marin på Times-listen over hundrede ledere, der forventes at påvirke samfundet i fremtiden. Marin figurerede også på forsiden på en af udgaverne.